# Birdo
Birdo is een personage uit de computerspellen uit de serie van Super Mario Brothers

## Biografie
- In Super Smash Bros. Melee werd Birdo beschreven als "een jongen die denkt dat hij een meisje is", en in Super Smash Bros. Brawl wordt ze "het" genoemd. Na Brawl noemen de vertalingen buiten Japan haar een "zij". In Mario Kart 8 Deluxe is Birdo in de "Women Of Racing Organisation".
- Het is onbekend of Birdo kwaadaardig of vriendelijk is, maar door game-experts wordt zij als vriendelijk ervaren. In Super Mario Bros. 2, haar eerste game, verschijnt zij bijvoorbeeld als een vijand en in Wario's Woods is ze je sidekick.
- Birdo verbergt de parels in de games waarin ze slecht is soms in haar mond en soms op haar buik. In Super Mario 2 heeft ze de parel in haar mond en in Super Mario RPG: Legend of the Seven Stars heeft ze de parel op haar buik.
- Birdo hecht veel waarde aan schoonheid. Ze wil er altijd goed uitzien en draagt een massieve diamantenring. Ze flirt graag met anderen, hoewel zij Yoshi het leukst vindt. Haar doel is ooit superster te worden.
- Birdo verschijnt sinds 2007 regelmatig in de Mario Party-serie en wordt in de teamstand regelmatig gepaard met Yoshi.

## Trivia
Series waar Birdo in voorkomt:
- Super Mario Bros. 2 (Nintendo Entertainment System, 1987)
- Super Mario 2 (Famicom, 1988)
- The Super Mario Bros. Super Show! (Tv, 1989)
- Mario is Missing! (Super Nintendo Entertainment System, 1991)
- Super Mario All-Stars + Super Mario World (Super Nintendo Entertainment System, 1993)
- Super Mario All-Stars (Super Nintendo Entertainment System, 1994)
- Wario's Woods (Nintendo Entertainment System, 1994)
- Mother (game) (Nintendo Entertainment System, 1995)
- Super Mario All Stars (Super Nintendo Entertainment System, 1995)
- Super Mario 64 (Nintendo 64, 1996)
- Hotel Mario (Tv, 1996)
- Super Mario Ball (Game Boy Advance, 2000)
- Super Mario Advance (Game Boy Advance, 2001)
- Super Mario 64 DS (Nintendo DS)
- Mario Party 8 (Wii, 2007)
- Mario Kart Wii (Wii, 2008)
- Mario Kart Double Dash (GameCube, 2003)
- Mario Party 9 (Wii, 2012)
- Paper Mario: Sticker Star (Nintendo 3DS, 2012)
- Mario Party: Island Tour (Nintendo 3DS, 2013)
- Mario en Sonic op de Olympische Spelen: Rio 2016 (Nintendo 3DS, 2016)
- Super Mario Party (Nintendo Switch, 2018)
- Mario Party Superstars (Nintendo Switch, 2021)
- Mario kart 8 deluxe booster course pass (wave 4)(Nintendo Switch, 2023)